# 米酵菌酸
邦克列酸為一種強烈的粒線體呼吸毒素，多於穀物、椰子、食用菌等食物受致病型唐菖蒲伯克氏菌汙染後由該菌所分泌生成。它是一種熱穩定、無色、無味、高度不飽和的三元羧酸，其好發於室溫（22-33°C）、酸鹼值中性、含鹽量2%以下及發酵1-2天的脂質食物之中，15°C及以下低溫、短期保存及酸性環境可有效抑制。
米酵菌酸毒性極強，只需1毫克即可致命，且無解藥，只能採取支持療法，因此死亡率可達40%以上。

## 名稱
Bongkrekic Acid在中國大陸的通用譯名為。在台灣，起初並無特別翻譯，多直接引用中國大陸譯名；2024年3月台灣發生寶林茶室中毒案後，因原名容易使當地民衆誤認爲與米相關而引起誤會，部分專家如王必勝、姜至剛等人建議改譯為「邦克拉克酸」或「椰黍菌酸」，同年4月4日台灣衛生福利部宣布台灣譯名改音譯為。

## 人體健康影響
邦克列酸主要影響肝臟、腎臟和腦部，主要症狀為全身無力、頭暈、嗜睡、腹痛、嘔吐等，患者還可能併發血便，少尿、血尿、低血壓、心律不整、體溫過高、黃疸、四肢僵硬、呼吸困難、譫妄、休克、昏迷，嚴重時可能在症狀出現後1-20小時死亡，國外報告的群聚事件致死率介於30-100%。

## 毒理學
其毒理機制為抑制ADP/ATP轉運酶（又稱粒線體載體），米酵菌酸與轉運酶受體結合後，使粒線體合成的ATP無法離開，因而無法進一步向細胞提供能量，此機制發現於2019年。

## 歷史
米酵菌酸歷史上首於印尼爪哇一帶被發現，其名稱亦是來源於爪哇語（意為擠碎、壓扁），指的是製作椰子天貝過程中，將發酵好的椰渣壓成小塊或脫水；此外發酵來自印尼語，是膨脹、擴張的意思，意指「發酵」；也就是製作天貝時椰子在發酵過程中的膨脹。

### 印尼
在1895年，印尼首次報導因食用椰子天貝而食物中毒死亡的案例，但未發現中毒原因。1930年代，印尼經濟遭大蕭條重挫，不少家庭為節省經費而放棄購買椰子天貝並改為於家中自製，因難以嚴格把關衛生而導致中毒事件頻發，每年達到10至12起。自1975年以來，食用受污染的椰子天貝已導致近3000起米酵菌酸中毒病例，至少150人死亡，中毒總體死亡率為60%。在1988年爆發一起大規模米酵菌酸中毒事件後，印尼政府立法永久禁止生產和銷售椰子天貝。

### 中國大陸
2010年代下半葉起，中国大陆爆發多起米酵菌酸中毒事件。2018年7月，浙江金華一家庭因食用久泡黑木耳，3人中毒、1人死亡。2020年8月，廣東揭陽市惠來縣神泉鎮11位顧客在當地餐廳進食粿條後，先後出現嘔吐、腹瀉等疑似食物中毒症狀，1人死亡2人重症。2020年10月5日，黑龍江雞西市雞東縣12人家族聚餐，9名長輩因食用發酵逾一年的自製酸汤子而全數死亡，經過遺體解剖後驗出高濃度米酵菌酸。事後中國国家卫生健康委员会公告呼吁民众停止制作、食用酵米面类食品。2023年7月，河南永城市兩名女子食用涼皮後一死一重傷。

### 莫三比克
2015年1月9日，非洲東南部國家莫三比克太特省有數百名賓客於一場葬禮上飲用受細菌污染的自釀小米啤酒，導致大規模食物中毒，造成75人死亡、200人住院，最終透過驗屍結果確認元凶為米酵菌酸。

### 臺灣
2024年3月下旬，臺灣臺北市信義區遠東百貨A13內的寶林茶室有多名食客食用炒粿條後食物中毒，截至6月5日已導致5人因急性多重器官衰竭死亡、及19人輕症抱恙。事發後，當局於死者及輕、重症患者之血液中均驗出邦克列酸陽性反應。截至2024年6月11日止，累積通報數24人，死亡6人。

## 合成
艾里亚斯·詹姆斯·科里在1984年首次進行米酵菌酸的全合成，之後有許多不同的團隊嘗試使用不同前体合成。2009年，日本九州大學的新藤研究室改進了合成過程，使用了三個分子片段來合成米酵菌酸。

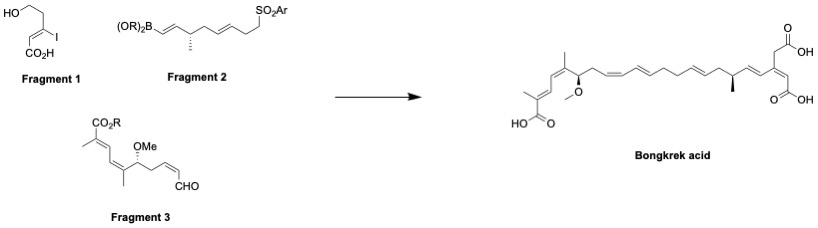
2009年新藤研究室對米酵菌酸進行的整體合成方案

新藤研究室先將三個分子片段在實驗室獨立合成，合成米酵菌酸所需的三個分子片段後，先將片段2、片段3在二(三甲基硅基)氨基钾（KHMDS）環境中透過朱利亞烯烴合成偶聯在一起，再將偶聯後的中間體（以下簡稱為A）後過铃木反应與片段1偶聯形成中間體B。形成中間體B後，透過瓊斯試劑與甲醇（伯醇）反應、使用甲氧基甲基醚去除保護，最終合成出米酵菌酸。艾里亚斯·詹姆斯·科里首次合成米酵菌酸時需要32個步驟，新藤研究室透過朱利亞反應與鈴木反應，成功將步驟減少至18個，並將產率提升了6.4%。

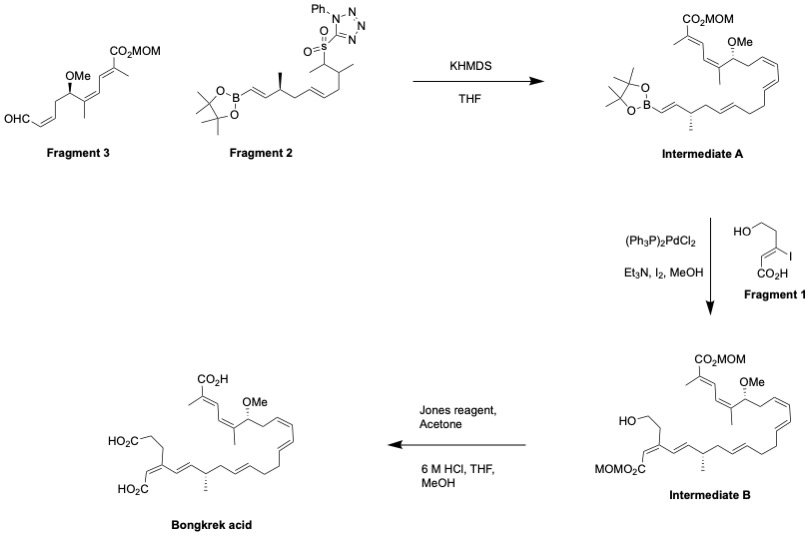
2009年新藤研究室的米酵菌酸合成步驟

## 中毒症狀與治療
食用被米酵菌酸污染的食物後，經過1至10小時的潛伏期就會出現中毒症狀。其中毒症狀與其他線粒體毒素類似，常見症狀有頭暈、昏睡、大量出汗、心悸、腹痛、呕吐、腹瀉、便血、血尿、尿瀦留，患者有可能在出現中毒症狀後的1至20小時死亡。在非洲首次通報的米酵菌酸中毒事件中，17名患者中有12名的主要症狀為四肢痠痛，因此四肢痠痛也是常見症狀之一。該毒素在人體的致命劑量可低至1到1.5 毫克，另外有許多文獻指出其口服LD50為 3.16 毫克／公斤體重。
由於缺乏對米酵菌酸之毒理代謝動力學的研究，現今仍未出現針對米酵菌酸的解毒劑或專屬診療法。常見的治療方式為去除尚未被吸收的毒素，並給予患者支持性療法，用患者自身器官進行修復。

## 预防[35][36]
邦克列酸食物中毒爆发通常发生在温暖的夏季。邦克列酸无臭、无味；受影响的食品可以具有正常的外观、气味和味道。邦克列酸没有安全剂量；低至 1 毫克的剂量对人类来说是致命的。由于邦克列酸是一种食源性毒素，因此无法估计受污染产品中存在多少毒素。邦克列酸不会因洗涤或烹饪而被破坏。因此预防是关键。以下是可以减少暴露的一些方法：
- 避免在家中发酵玉米或椰奶，椰浆产品，因为需要严格卫生规范下的专用设施或流程来降低邦克列酸污染的风险。
- 发酵食品时采取良好的卫生措施，例如对所有食品接触表面进行消毒，以防止细菌对食品造成不良污染。
- 如果意图发酵玉米或椰子产品，请通过添加柠檬汁、醋或乳酸等酸来确保混合物呈酸性。这将有利于正确的微生物生长并减少毒素形成的机会。
- 在不确定食物来源或安全性时，避免食用。
- 如果需要浸泡银耳或黑木耳或过夜，请在冰箱中浸泡保存，以尽量减少细菌生长。